# Pardosa maculatipes
Pardosa maculatipes là một loài nhện trong họ Lycosidae.
Loài này thuộc chi Pardosa. Pardosa maculatipes được Eugen von Keyserling miêu tả năm 1887.